# George Henschel
George Henschel (Isidor Georg Henschel) (Breslavia, 18 de febrero de 1850 - 10 de septiembre de 1934) fue un pianista, director de orquesta y compositor alemán, nacionalizado inglés en 1890. 

## Biografía
George Henschel nació en Breslavia y estudió piano, haciendo su primera aparición pública en Berlín en 1862. Seguidamente estudió canto, desarrollando una hermosa voz de barítono, y en 1868 cantó la parte de Hans Sachs in Die Meistersinger von Nürnberg en Múnich. En 1877 comenzó una auspiciosa carrera en Inglaterra, cantando en los principales conciertos y en 1881 se casó con la soprano estadounidense Lilian Bailey (1860-1901), con quien se asoció para varios recitales de canto.
También se destacó como director, comenzando los conciertos sinfónicos de Londres en 1886, y tanto en Inglaterra como en Estados Unidos (donde fue el primer director de los conciertos de la Orquesta Sinfónica de Boston, 1881) tuvo un papel importante en el avance de este arte. Compuso varias obras de música instrumental, un buen Stabat Mater (para el festival de Birmingham, 1894), etc. y una ópera, Nubia (Dresde, 1899).
| Predecesor: ninguno | Directores musicales, Orquesta Sinfónica de Boston 1881-1884 | Sucesor: Wilhelm Gericke |